# Вайен (коммуна)
Вайен (дат. Vejen Kommune) — датская коммуна в составе области Южная Дания. Площадь — 814,36 км², что составляет 1,89 % от площади Дании без Гренландии и Фарерских островов. Численность населения на 1 января 2008 года — 42447 чел. (мужчины — 21518, женщины — 20929; иностранные граждане — 1486).

## История
Коммуна была образована в 2007 году из следующих коммун:
- Рёддинг (Rødding)
- Брёруп (Brørup)
- Хольстед (Holsted)
- Вайен (Vejen)

## Изображения

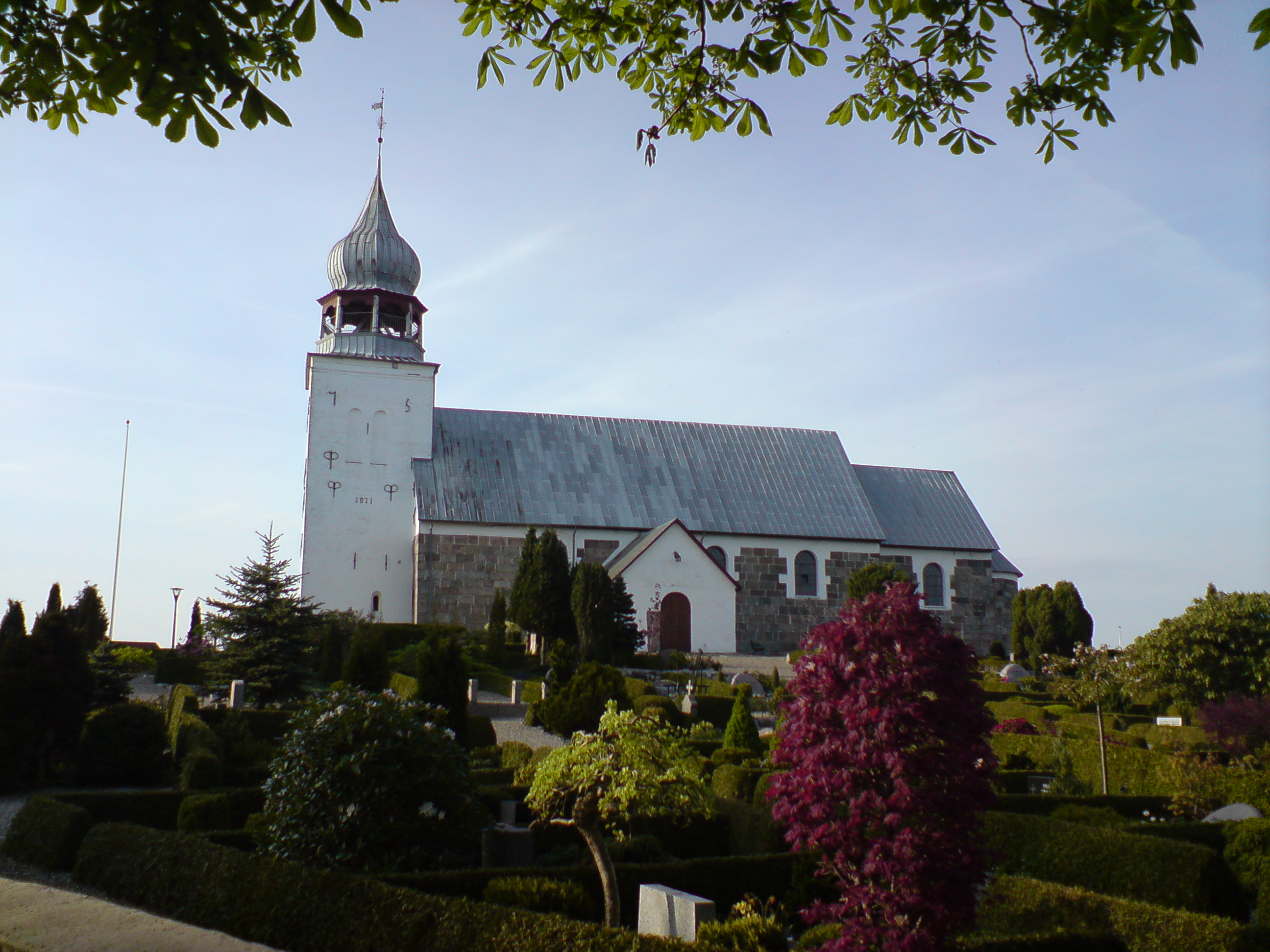
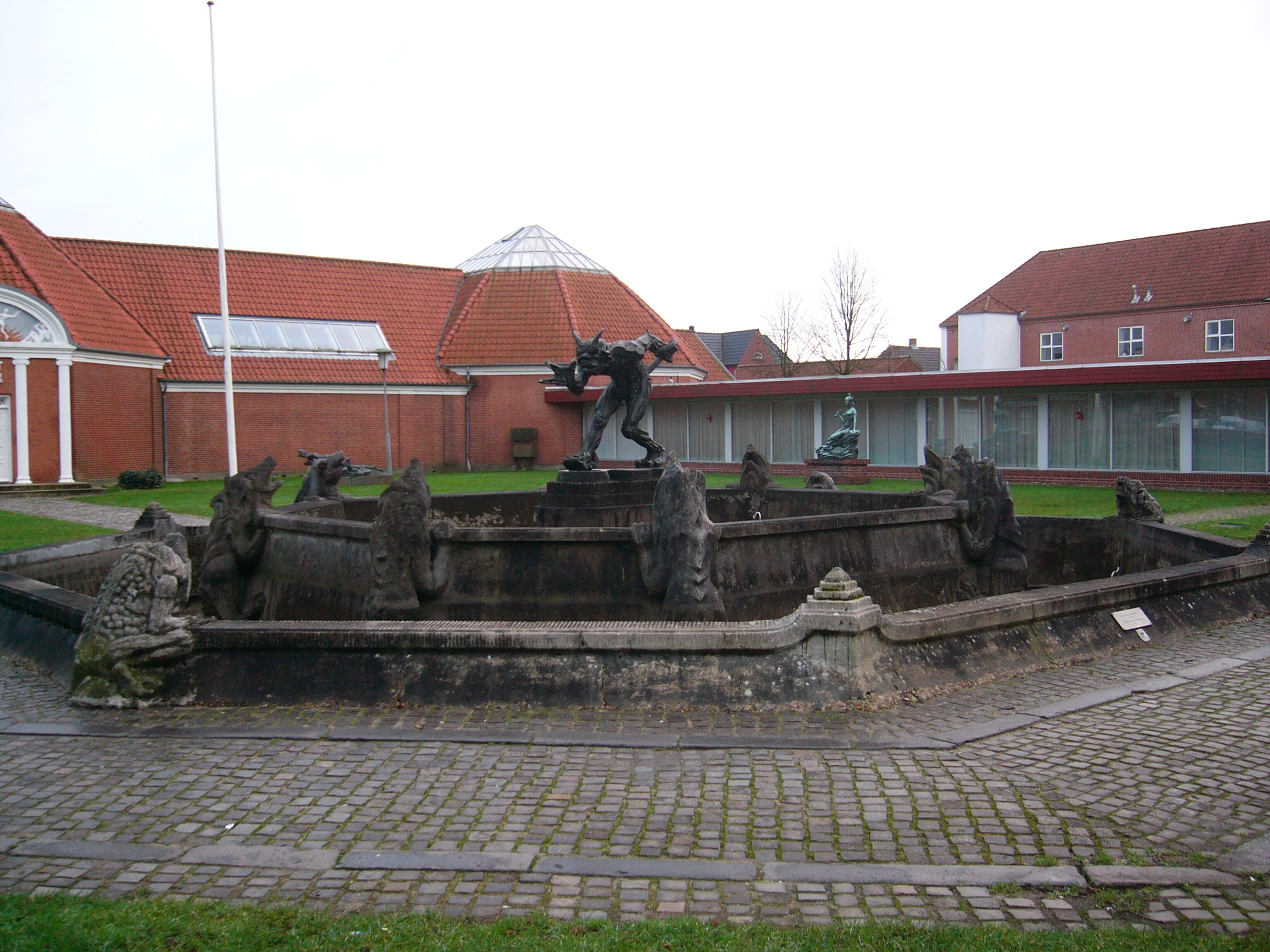

## Железнодорожные станции
- Брёруп (Brørup)
- Хольстед (Holsted)
- Вайен (Vejen)